# استراوینسکی ۴۳۸۲
سیارک ۴۳۸۲ (به انگلیسی: 4382 Stravinsky، نامگذاری:1989WQ3) چهار هزار و سیصد و هشتاد و دومین سیارک کشف شده‌است که در ۲۹ نوامبر ۱۹۸۹ کشف شد.
قدر مطلق سیارک برابر ۱۲٫۳۰ است.